# Megarrhiza
Megarrhiza là một chi thực vật có hoa trong họ Cucurbitaceae.

## Loài
Chi Megarrhiza gồm các loài: